# Eradicatore
L'Eradicatore è una tecnologia immaginaria dei fumetti di Superman.

## Descrizione
L'Eradicatore è un'intelligenza artificiale portata su Krypton dal Chierico, un missionario alieno intento a dissuadere il popolo kryptoniano dalla pratica della clonazione come strumento per prolungare la durata della propria vita, ritenendola una forma di schiavismo e omicidio. Nelle sue mani, esso è un semplice strumento di navigazione, alimentato da un'enorme quantità di energia.
Secoli dopo, lo scienziato Kem-L riconfigura l'Eradicatore per farne uno strumento di difesa a favore di Krypton contro ogni influenza aliena, mentre Jor-El, un suo discendente, lo invia sulla Terra come custode della Fortezza della solitudine affinché vegli sul figlio Kal-El.